# 松本心平
松本 心平（まつもと しんぺい、1979年11月22日 - ）とは、地方競馬の兵庫県競馬組合・園田競馬場の大野照男厩舎に所属していた元騎手である。勝負服の柄は白、青鋸歯形。京都府出身。同じく兵庫県競馬組合所属の元騎手、松本良平とは双子（心平が弟）。

## 来歴
1997年3月31日付けで地方競馬騎手免許を取得。同年4月15日初騎乗。翌4月16日初勝利。
2000年10月12日第13回園田競馬6日目第10競走第38回六甲盃でジェイドレーサーに騎乗し、僅差の2着となるなど一定の活躍を見せていたが、2001年2月22日の騎乗を最後に騎手を引退した。地方競馬における通算成績は1745戦120勝・2着136回・3着143回・勝率6.9パーセント・連対率14.7パーセント。
引退後は岩田康誠のバレットを務めた。2009年には日本中央競馬会 (JRA) の騎手試験を受験し、不合格だったものの、騎手への現役復帰に意欲を見せていた。2009年12月時点では宇治田原優駿ステーブルに移って競走馬の育成に携わる予定だという。
2021年現在は大阪府三島郡島本町に在住。